# Trentepohlia
Genre
Trentepohlia est un genre d'algues vertes. 
Ce sont des algues filamenteuses fines, de couleur verte à l'origine, mais virant souvent à l'orange vif par accumulation de pigments caroténoïdes, rose-orangé comme Dunaliella salina. Elles colonisent des supports terrestres comme les écorces, les pierres, etc., dans des régions au climat pluvieux. On les retrouve souvent sur les façades des maisons en régions à climat océanique (Bretagne, côte atlantique) sous la forme de traînées rougeâtres.
Le genre Trentepohlia est très bien représenté dans les associations symbiotiques, puisqu'il forme, avec Trebouxia, un des principaux genre d'algues eucaryotes des lichens. Alors que la plupart des autres genres fournissent par la photosynthèse des nutriments de type amidon, Trentepohlia synthétise des réserves lipidiques.

## Étymologie
Martius donne ce nom en 1817 en hommage au botaniste allemand Johann Friedrich Trentepohl (de).

## Liste d'espèces
Selon ITIS :
- Trentepohlia abietina (Flotow) Hansgrig
- Trentepohlia aurea (Linnaeus) C. F. P. Martius
- Trentepohlia calamicola (Zell.) De Toni & Levi
- Trentepohlia effusa (Kremp.) Hariot
- Trentepohlia iolithus (Linnaeus) Wall.
- Trentepohlia lagenifera (Hildebr.) Wille
- Trentepohlia odorata (Eiggers) Wittr.
- Trentepohlia umbrina (Kützing) Bornet, 1873

Cette liste est incomplète, puisque selon Algaebase, le genre comprend une quarantaine d'espèces.